# Ariane Gutknecht
Ariane Gutknecht (19 de julio de 1964) es una deportista suiza que compitió en duatlón. Ganó una medalla de bronce en el Campeonato Mundial de Duatlón de Larga Distancia de 1999.

## Palmarés internacional
| Campeonato Mundial | Campeonato Mundial | Campeonato Mundial | Campeonato Mundial |
| Año                | Lugar              | Medalla            | Prueba             |
| ------------------ | ------------------ | ------------------ | ------------------ |
| 1999               | Zofingen ( Suiza)  | Medalla de bronce  | Individual         |